# Pałac w Janowicach Wielkich

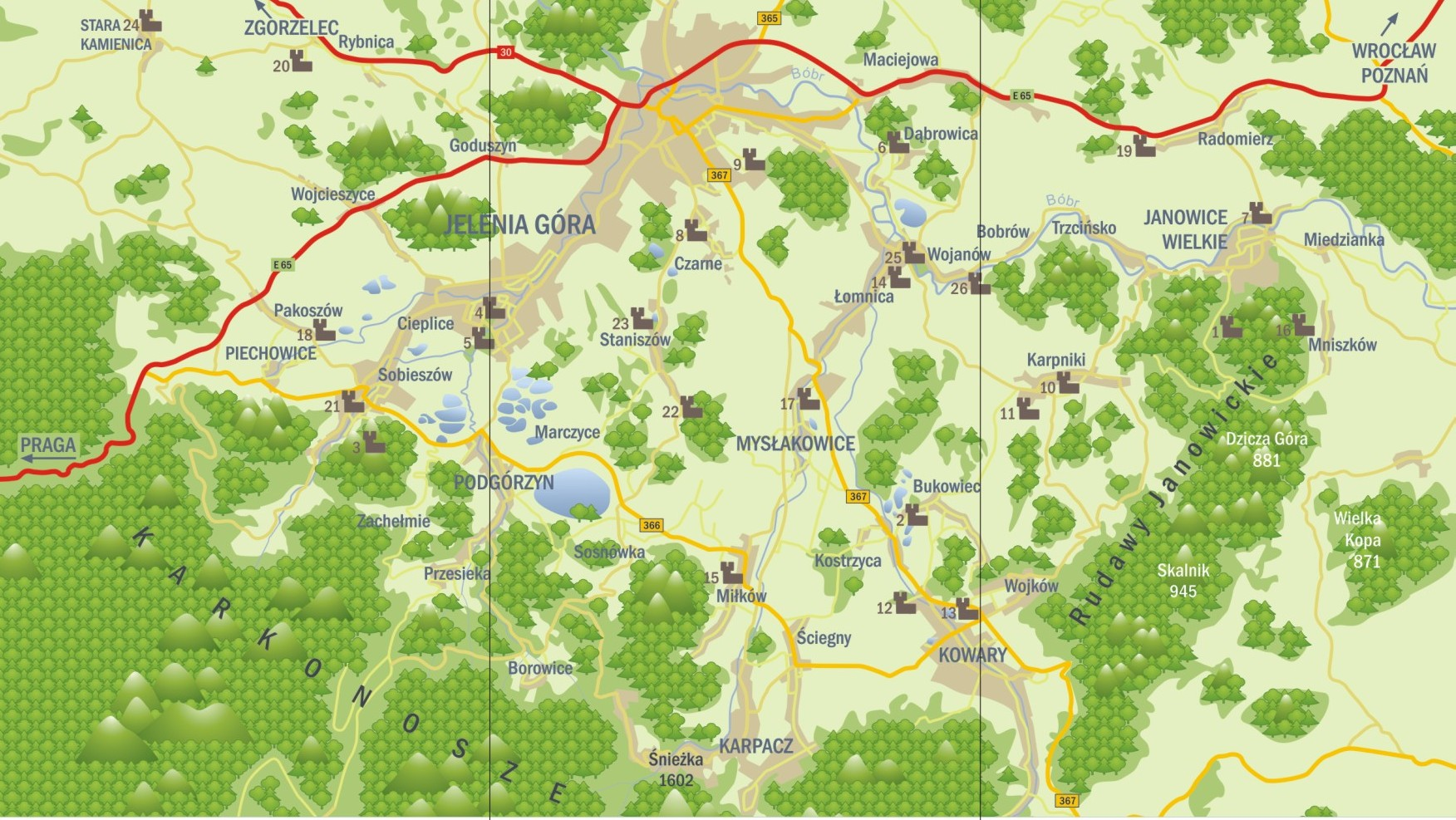
Dolina Pałaców i Ogrodów-mapa

Pałac w Janowicach Wielkich – pałac z XVII w. w zespole pałacowym w Janowicach Wielkich, wpisany do rejestru zabytków nieruchomych województwa dolnośląskiego, położony w północnej części wsi, nad brzegiem Bobru.

## Historia
Zabytkowy pałac w Janowicach został zbudowany w XIV wieku przez rycerza von Beier. Hrabia Daniel von Schaffgotsch, właściciel pobliskiego Bolczowa, zlecił w latach 1608–1609 rozbudowę dworu. Po szkodach w 1642 roku podczas wojny trzydziestoletniej i po podpaleniu przez wojska szwedzkie w roku 1645 posiadłość znajdowała się w rękach rodziny von Manschwitz, a następnie: von Promnitz i zu Stolberg-Wernigerode. Barokowy kształt rezydencja przybrała w 1775 r., a kolejnej przebudowy dokonano w roku 1830. w latach 1830–1840 (wówczas dla Wilhelma Stolberga) założono piękny, dobrze zachowany do dziś park krajobrazowy z widokiem na Janowice, Rudawy Janowickie i pobliskie Góry Sokole. Park został wpisany na listę zabytków w 1977 roku. Do dziś w parku zachowało się blisko siedemset drzew. W 1803 r. powstały stylowe, drewniane, przysłupowo-ryglowe budynki gospodarcze. W 1917 pożar strawił oficyny, które wkrótce odbudowano przeznaczając część zabudowań gospodarczych pod schronisko młodzieżowe. Rozbudowano je w 1920 r. Z renesansowego detalu zachował się kominek w dawnej sali balowej. Po II wojnie światowej znajdowały się tu początkowo biura komunalne. W 1962 r. umieszczono w pałacu dom pomocy społecznej, który funkcjonuje do dziś. Dziś zespół pałacowy należy do jednych z najlepiej utrzymanych obiektów z tego okresu.

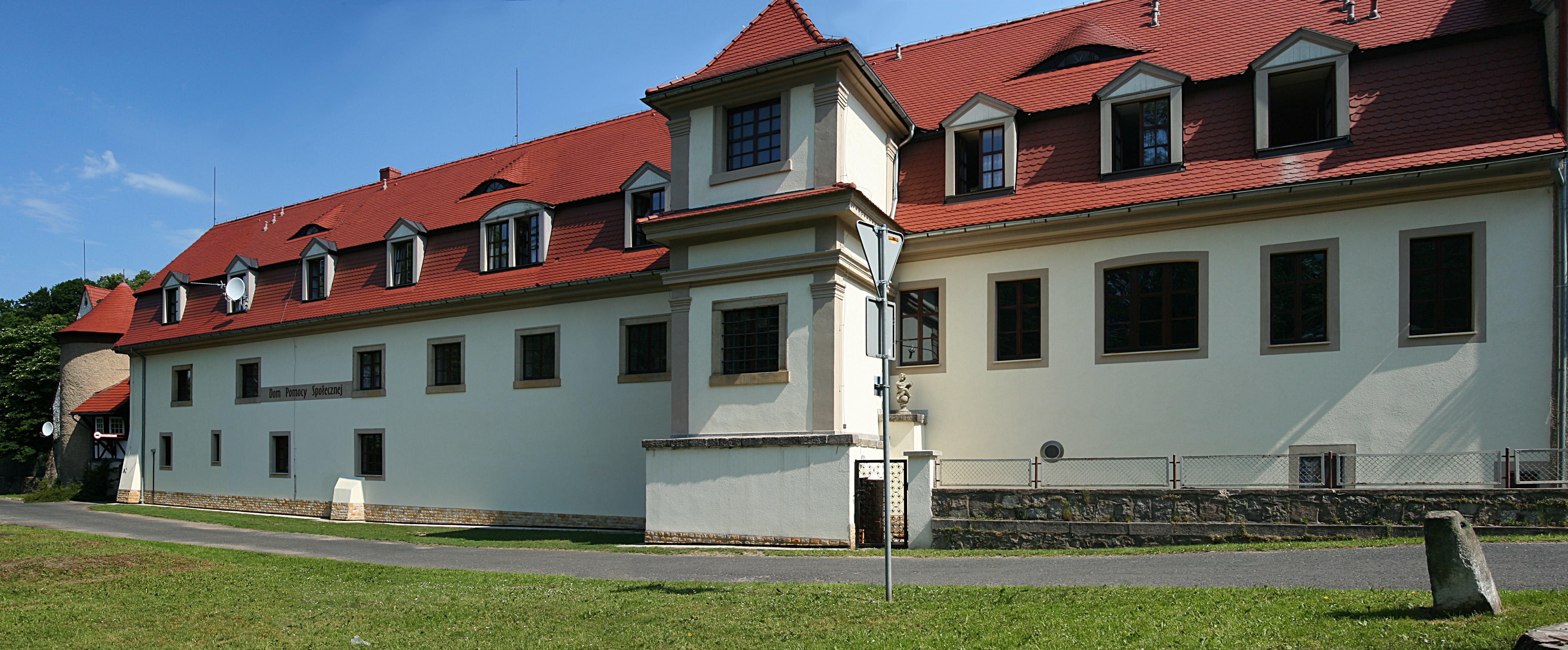
Dwór

## Opis obiektu
Plan założenia składa się z wydłużonego prostokątnego korpusu oficyny oraz przyległego od zachodu kwadratowego założenia głównego z osiowo usytuowaną sienią. Na zachód od niej występuje układ dwutraktowy, na wsch. trzytraktowy, z korytarzowym traktem środkowym, z którego prowadzi przejście do oficyny. Budynek główny o bryle zwartej przykryty dachem czterospadowym. Oficyna posiada dachy kalenicowe z licznymi facjatami. W elewacji frontowej na osi występuje portal z kluczem i datą 1765. Po bokach gładkie pilastry na cokołach, podtrzymujące gierowany gzyms. Wnętrza korpusu głównego zachowały jedynie sklepione pomieszczenia piwnic i parteru (pocz. XVII i XVIII w.). W oficynie większość pomieszczeń zachowała historyczny charakter. Znaczną część zajmuje wielka sala balowa, obejmująca wysokość dwóch kondygnacji, po wschodniej stronie występuje empora wsparta na toskańskich kolumnach. Sufit posiada obramowania nieistniejącego obecnie plafonu. Obok sali balowej zachowało się pomieszczenie z kominkiem, na którym umieszczono żeliwną tarczę herbową Stolbergów z wyżej umieszczoną książęcą koroną. Wnętrze kominka wypełniają renesansowe żeliwne, płaskorzeźbione płyty pochodzące najprawdopodobniej z Dolnej Saksonii, być może z siedziby rodowej Wernigerode.